# Nicomedes Santa Cruz
Nicomedes Santa Cruz, nato Nicomedes Santa Cruz Gamarra, (Distretto di La Victoria, 4 giugno 1925 – Madrid, 5 febbraio 1992), è stato un musicista, poeta, etnomusicologo, decimista e folclorista peruviano, che portò la cultura del suo paese in diverse parti del mondo.

## Biografia
Nicomedes Santa Cruz nacque il 4 giugno 1925 nel distretto limeno di La Victoria (Perù). Era il nono dei dieci figli di Nicomede Santa Cruz Aparicio e Victoria Gamarra Domínguez. Quando finì la scuola, si dedicò al lavoro nella fucina di famiglia nel viale Abancay in Chacra Colorada, nel distretto di Breña, lavoro che portò avanti fino al 1956, quando lasciò l'officina e si dedicò ad attraversare il Perù e l'America Latina. Quando tornò a Lima decise che sarebbe diventato un artista. La sua vicinanza a don Porfirio Vásquez, che incontrò nel 1946, ebbe un'influenza decisiva sulla sua formazione di decimista.
Assunse il compito di far rivivere il folclore afro-peruviano, attraverso le presentazioni di una compagnia teatrale che organizzò con la sorella Victoria Santa Cruz (1956-1961), attraverso le trasmissioni radiofoniche e le sue collaborazioni nel giornale Expreso (Perù), El Comercio (Perù) e altre pubblicazioni.
Debuttò sul palco la notte dell'11 maggio 1957, al Teatro Municipale di Lima presentando la rivista musicale "Estampas de Pancho Fierro", all'interno di uno spettacolo chiamato Ritmos Negros de Perú. Il suo debutto radiofonico avvenne un mese dopo, l'11 giugno, a Santiago del Cile, su Radio Corporación. L'anno seguente fece la sua prima presentazione internazionale al Teatro Municipale di Buenos Aires in Argentina.
Si cimentò anche nel giornalismo, nella radio e nella televisione. Tra il 1961 e il 1962 si avventura brevemente in politica, prendendo posizioni anti-imperialiste e di sinistra e sostenendo la rivoluzione cubana.
Nicomede continuò a partecipare ad eventi per promuovere la cultura afro-peruviana, viaggiando in Brasile nel 1963 ed a Cuba nel 1967. Nella sua carriera si deve sottolineare la direzione del primo Festival de Arte Negro, tenutosi a San Vicente de Cañete, nell'agosto del 1971. In un altro dei suoi viaggi si recò in Africa nel 1974, dove partecipò al convegno Négritude et Amérique Latine. Quello stesso anno viaggio a Cuba e in Messico, partecipando a una serie di programmi televisivi. A questi paesi seguirono Giappone (1976), Colombia (1978), Cuba (1979), Panama (1980).
Dal 1981 si trasferisce a Madrid, dove visse fino alla morte. Lì fece il giornalista per Radio Exterior de España. Allo stesso tempo, nel 1987, collaborò alla preparazione del lungo album Spagna en su Folklore, senza trascurare le sue presentazioni in vari paesi. Nel 1989 ha tenne un seminario sulla cultura africana a Santo Domingo (Repubblica Dominicana) e l'anno successivo partecipò alla spedizione Aventura 92, che ha visitato i porti del Messico e dell'America centrale.
Colpito dal cancro del rene, morì il 5 febbraio 1992, dopo aver subito un intervento chirurgico presso l'Hospital Clínico de Madrid.

## Discografia
- Gente Morena (1957)
- ¡Canto y poesía negroide! (1958)
- Nicomedes Santa Cruz y su Conjunto Kumanana (1959; Canadá, 1994)
- ¡Ingá! (1960)
- Décimas y Poemas Afro-Peruanos (1960)
- Cumanana: Poemas y Canciones (1964)
- Octubre Mes Morado (1964)
- Cumanana: Antología Afroperuana (1965; 1970)
- Canto Negro (1968)
- Los Reyes del Festejo (1971)
- América Negra (1972)
- Nicomedes en la Argentina (1973)
- Socabón: Introducción al Folklore Musical y Danzario de la Costa Peruana (1974)
- Ritmos Negros del Perú (1979)
- Décimas y Poemas (1980; 2014)
- España en su Folklore (1987)

## Opere scritte
- Décimas (Lima, 1959)
- Cumanana (Lima, 1964)
- Canto a mi Perú (Lima, 1966)
- Décimas y poemas: Antología (Lima, 1971)
- Ritmos negros del Perú (Buenos Aires, 1973)
- Rimactampu: Rimas al Rímac (Lima, 1972)
- La décima en el Perú (Lima, 1982)
- Canto Negro (2004)
- Obras completas I. Poesía (1949-1989). (2004)
- Obras completas II. Investigación (1958-1991). (2004)